# Bryan Danesi
Brayan Ricardo Danesi Mora (Quilpué, Chile, 6 de mayo de 1989) es un exfutbolista chileno que jugaba como mediocampista.

## Clubes
| Club                | País  | Año       |
| ------------------- | ----- | --------- |
| O'Higgins           | Chile | 2007-2009 |
| San Luis            | Chile | 2009-2010 |
| Deportes Temuco     | Chile | 2011-2012 |
| Deportes Concepción | Chile | 2013      |
| Deportes Linares    | Chile | 2014      |
| Cobreloa            | Chile | 2015-2016 |
| San Antonio Unido   | Chile | 2016-2017 |

## Palmarés

### Campeonatos nacionales
| Título    | Club     | País  | Año    |
| --------- | -------- | ----- | ------ |
| Primera B | San Luis | Chile | 2009-C |

- Datos: Q3646119